# ホロン (イスラエル)
ホロン（ヘブライ語:  חוֹלוֹן、アラビア語: حولون、Holon）は、イスラエルテルアビブ近郊にある都市である。

## 概要
テルアビブの南に位置し、グッシュ・ダンに含まれている。「ホロン」は、少量の「砂」を意味するヘブライ語である。

## 歴史
旧約聖書のヨシュア記（21:15）にホロンの地名が登場している。
なお、「ベト・ホロン」と日本語にすると似た名前の街も近くにあるが、こちらは英語で「Beth-Horon」と綴ることからも分かるように発音が違う。

## 著名な出身者
- ベン・サハル（サッカー選手）

## 友好都市
- クリーブランド（アメリカ合衆国）
- デイトン（アメリカ合衆国）
- シュレンヌ（フランス）
- ベルリン市ミッテ区（ドイツ）
- ハン・ミュンデン（ドイツ）
- 鞍山市（中華人民共和国）
- 安東市（韓国）